# Tirà reial de Baird
El tirà reial de Baird (Myiodynastes bairdii) és un ocell de la família dels tirànids (Tyrannidae).

## Hàbitat i distribució
Habita zones àrides amb matolls i bosc decidu de les terres baixes costaneres de l'oest de l'Equador i nord-oest del Perú.